# Rémy Bourlès
Rémy Bourlès (Brest, 2 ottobre 1905 – Parigi, 12 giugno 1997) è stato un illustratore, disegnatore e sceneggiatore francese. Ha contribuito a numerose serie, le più rappresentative e le più lunghe delle quali sono Pour l'honneur-l'Insaisissable pubblicata sulla rivista Tarzan nel 1951 poi sulla rivista Hurray nel 1953, e la serie Bob Mallard, pubblicata da luglio 1946 ad aprile 1957 nel settimanale giovanile Vaillant. Il suo lavoro è uscito in una dozzina di riviste, giornali e libretti vari, e il suo attività principale era nell'illustrazione. Del Duca è stato il suo editore principale.

## Biografia

### Gioventù
Figlio di un agente di polizia, ha trascorso la sua infanzia a Brest. I suoi primi approcci al disegno risalgono alla scuola elementare: «Sono stato attratto spontaneamente dal disegno», come ha dichiarato in un'intervista sul numero 45 della rivista Hop! nel 1989. Adorava disegnare omini lungo i bordi dei suoi quaderni e realizzare bellissime scritte in stampatello.
Leggeva riviste per bambini, in particolare i più noti nel periodo prebellico, come L'Épatant, L'Intrépide, Les Belles Images e La Jeunesse Illustrée. Tuttavia, furono le riviste americane rinvenute in una vecchia libreria di Brest, in particolare i disegni di J.C. Leyendecker, che lo spinsero a intraprendere questa carriera. Ha studiato alla scuola delle belle arti di Brest.

### Esordio professionale
Nel 1924 contatta la rivista " Pêle Mêle" alla quale invia alcuni disegni a colori sul tema del traffico. La redazione risponde favorevolmente e gli chiede di riprendere il suo lavoro in bianco e nero. Questo è il suo unico contributo a questo giornale.
Quindi fa il giro dei potenziali clienti a Brest, offrendo campioni delle sue competenze. I commercianti gli ordinarono alcuni blocchi pubblicitari illustrati che vennero pubblicati sulla stampa locale. L'agenzia Choblet lo assume e poi successivamente l'agenzia Queffurus. Era pagato, ma era ancora troppo poco per essere indipendente, quindi i suoi genitori continuarono a sostenerlo.
Nel 1928, non riuscendo a guadagnarsi da vivere decentemente a Brest, decise di partire per Parigi. "Ho raccolto i miei magri risparmi e, con il mio tavolo da disegno in mano, una misera valigia ma tanta determinazione e coraggio, ho preso il treno per la capitale. Partire nell'ignoto più assoluto, senza un indirizzo, senza una raccomandazione, senza nemmeno sapere dove alloggiare", racconto in seguito.
Ancora una volta girò per le redazioni e le tipografie. Alla rivista Le Rire riuscì a vendere alcune pagine di disegni, sempre sul problema della traffico.
Iniziò a lavorare per la tipografia Kossuth. Lì ha prodotto disegni pubblicitari e di moda. Qualche tempo dopo, entrò a far parte dello studio pubblicitario Marthe Ray. Questo fu il suo primo lavoro importante. A diretto contatto con le diverse tecniche di stampa, confrontato con ogni genere di problema, è qui che imparò il suo mestiere.
Realizzò cataloghi di moda per i grandi magazzini "Le Palais de la Novelty", "Réaumur", ma i suoi disegni non furomo mai firmati. Il suo bagaglio nella moda sembra averlo influenzato poiché i critici in seguito indicano l'aspetto elegante e snello dei suoi personaggi più perfetti. Si stabilì da solo, pur continuando a fornire alcuni lavori per lo studio pubblicitario di Marthe Ray. Produsse ancora cataloghi, questa volta per Le Printemps, Les Galeries Lafayette, Le Bon Marché de Bruxelles. All'epoca aveva praticato abbastanza per creare lui stesso modelli e mettere su casa propria, ma si sottrasse alla grandezza di un simile progetto e alle difficoltà di imporsi sul mercato. Le edizioni di moda Darroux e Napolitano gli ordinano interi cataloghi. Lo impiegarono anche come stilista, creò principalmente modelli femminili. Fino al 1939 si occupava praticamente solo di collezioni di moda. I modelli da lui disegnati sono stati visti da migliaia di consumatori attraverso i cataloghi in un momento in cui i grandi magazzini stavano riscuotendo successo, ma lui non poteva firmarli. Nonostante l'importanza della sua produzione, il suo lavoro non era quindi realmente riconosciuto.

### Durante la guerre
Ritorna a Brest per passare una commissione di revisione militare. A causa della sua debole costituzione e specialità, prestò servizio nell'esercito come illustratore industriale presso l'Arsenale di Brest. Il suo compito era fare schizzi, lettere e mappe per l'artiglieria navale. Questo gli valsero le congratulazioni del Prefetto Marittimo. Ma quando arrivarono i tedeschi nel 1940, le autorità locali darono fuoco all'arsenale, in modo che nulla cadesse nelle mani del nemico. Rémy Bourlès partì per raggiungere la moglie e la figlia che si trovavano a una trentina di chilometri di distanza. Successivamente, tornò a Brest. La città subì una serie di bombardamenti alleati.
Per diversi mesi, ogni sera, lui ei suoi parenti hanno dovuto rifugiarsi in rifugi antiaerei a seguito di incessanti allarmi. La loro casa venne bombardata da un proiettile antiaereo che colpì una trave al terzo piano. Fortunatamente erano nel seminterrato. Per sopravvivere lavorò per un imbianchino-decoratore.
Cercò di continuare sulla stampa e si accorse che il catalogo della moda disegnata era morto, sostituito dalla fotografia. Volle quindi convertirsi e poi si rivolse ai mondo dei fumetti.

### Debutto nei fumetti: Del Duca
Nel 1943 presentò un episodio disegnato di The Arizona Bandits all'editore Del Duca per la Mondadori France. Questa casa editrice è stata uno dei maggiori gruppi di stampa francesi fino alla fine degli anni '60 e si era specializzata nella pubblicazione di fumetti americani, di cui aveva acquistato diritti. Il capo redattore riconosce un certo talento in Rémy Bourlès e gli affida la produzione di storie complete. In media, ognuno di loro aveva 12 pagine da completare in una settimana. È Roger Melliès che eseguiva le copertine. Incontra Cino Del Duca solo due volte per motivi strettamente professionali.
Ogni lunedì a Bourlès viene assegnato uno fumetto tagliato e dialogato. Non sa mai chi sono gli sceneggiatori e non se ne preoccupa. Il lavoro era fatto un po' a catena, senza molta fantasia, ci voleva poca libertà rispetto al testo originale.
Questo esercizio in stile rigoroso sarà una buona scuola per lui. Collaborò con Jean Pradeau, sceneggiatore di Del Duca.
Dal 1947, in collaborazione con Jean Pradeau, disegnò Colpi di spada di Monsieur de la Guerche, e diresse le serie L' Aigle des mers e La Poursuite éperdue, sceneggiatura di Prado, pubblicato nella rivista L'Intrépide (prima serie, 1949).

### Bob Mallard a casaVaillant
Nel 1946 creò Bob Mallard, bimestrale per la rivista Vaillant, poi per Pif, che ospitò fino al 1947 su sceneggiatura di Henri Bourdens. Bourdens era anche un pilota; gli fornì quindi schizzi e documenti tecnici per immergersi nell'universo del suo personaggio. Inoltre Bourlès effettuò numerose visite all'aeroporto di Le Bourget per respirare l'odore del lavoro e familiarizzare con l'atmosfera delle officine, a contatto con i meccanici.
Questa era una serie di avventure che si svolgeva durante la seconda guerra mondiale e presentava le storie del personaggio di Bob Mallard, un pilota aeronautico. Tornata la pace, tornò alla vita civile, combattendo la criminalità in tutto il mondo in compagnia del suo fedele amico Puchon.

### Collaborazioni con altre testate
Bourlès per Robin Hood in L'Ecureuil, e riuscì a produrre racconti completi per le edizioni Artima e per i periodici Hardi les Garçons, Camera 34, Vaillante e L'Astucieux.
La sua prima serie di tavolefu Les coups d'épée de M. De La Guerche in L'Astucieux nel 1947.
Nel 1949, lavorò per L'Intrépide, dal numero 6, producendo 19 tavole di L'Aigle des mers, adattamento del film Warner Bros. di R. Prado. Bourlès lavorò partendo da una dozzina di fotografie ma senza aver mai visto il film.
Ha prodotto romanzi disegnati per La Vie en Fleur dal 1952 al 1956: La Promeneuse au clair de lune, Le Gouffre du lutin, Le Visiteur sans visage, Le Berger de Guadalupe, La Sorcière du twilight, ecc.
Dal 1960 al 1963 disegnò per Mireille, un periodico giovanile degli anni Cinquanta e primi anni Sessanta, ideato da Marijac e destinato alle ragazze.
Dal 1961 al 1971, a Paris Jour (World Editions), illustrò romanzi o vite di personaggi storici, a strisce orizzontali o verticali con testi sotto vignette.
Alla fine lasciò le edizione Del Duca nel 1971 quando Paris-Jour cessò le pubblicazioni.
Ha concluso la sua carriera offrendo numerose illustrazioni nei titoli delle edizioni Aventures e Voyages dal 1961 al 1987. Ha anche collaborato con il quotidiano bretone O.Lo.Lé dal 1970 al 1972. Un'ultima opera, Le Félon de Miremont, fu stata pubblicata da Haga (Scenario di Tibéri) nel 1986.
Ha concluso la sua attività nel mondo del fumetto all'età di 81 anni.
Bourlès dedicò la fine della sua vita alla pittura espressionista di ispirazione bretone, partecipando a diversi festival di fumetti che gli hanno reso omaggio.
Morì a Parigi il 12 giugno 1997.

## Posto nel mondo del fumetto
Rémy Boulrès si avvicino a tutti i generi di fumetti realistici, lavorando anche per la stampa mainstream e le pubblicazioni femminili, si era concentrato sulla pittura, che praticò come hobby. Fu tra gli autori popolari più interessanti e prolifici del dopoguerra, ma spesso lavorato nell'ombra.
Secondo Henri Filippini, che scrive di lui nella Histoire du journal Vaillant (Glénat Editions), "la sua linea di grande finezza e i suoi caratteri eleganti sono riconoscibili a prima vista". Il suo stile segnò la memoria di diverse generazioni.
Nonostante la sua produzione e la sua lunga carriera, rimase poco conosciuto al pubblico e al mondo del fumetto. Le fanzine e gli appassionati di fumetti raramente si sono occupati di questo autore che ha comunque il suo posto nella storia del fumetto francese e appartiene a un periodo ben preciso, quello degli anni '50 - '60. Gli autori di questo periodo sono poco riconosciuti nonostante il lavoro di alcune fanzine come quelle di nome Haga, il collezionista di fumetti o Hop! per evidenziare questo autore era fondamentale del fumetto.
Indubbiamente troppo modesto, poco avvezzo alla copertura mediatica degli autori di fumetti contemporanei e fu una sorpresa che Rémy Bourlès incontrava i suoi ex lettori durante alcuni festival in cui era stato invitato.

## Opere
Nel campo del fumetto ha disegnato per l'Alsazia, casa editrice parigina ed edizioni mondiali Del Duca (durante l'occupazione); oltre a storie complete in Aventuriers d'Aujourd'hui, l'Audacieux, Collection Odyssées, tra gli altri.
Nella rivista Bob l'Ardent, per la collezione Gang ha disegnato ventiquattro tavole: il personaggio è un campione del mondo di boxe amante dei viaggi.
Per Le Vagabond du pacifique, ne mio diario, realizza trentacinque tavole Nella trama che narrano di due ladri che sequestrano la chiave della cassaforte di Van Maalen, un commerciante molto ricco in una stazione commerciale sudafricana. Cercando di trasferire i sospetti al segretario, Jacques Dalbert.
Realizza trentotto tavole per Jean-Marie le mousse, nella collezione Prodezza.
Per il periodico Robin lo scoiattolo, produce dieci tavole.

## Storie complete per le edizioni Artima

### Storie per ragazzi audaci
Periodico con storie complete a fumetti. Pubblicato per la prima volta da SEPIA nel 1940, poi nel 1945 con un layout diverso con l'editore Héroica. Ai lettori vengono proposte varie avventure, che si svolgono nel medioevo, nel cuore della giungla, o anche durante la guerra. Bourlès ha prodotto 18 piatti.

### Bob Mallard
Questa è una delle prime e più grandi serie di Vaillant, un settimanale francese a fumetti creato nel 1945.
Il personaggio principale, Bob Mallard, è un pilota indipendente che vive avventure in compagnia del suo fedele amico Puchon. Dal 1946 al 1957, Rémy Bourlès ha lavorato al disegno, in collaborazione con Henri Bourdens alla sceneggiatura. Hanno poi lasciato in eredità la serie a Francisco Hidalgo per la grafica era Jean Sani per il testo. Questo personaggio è l'incarnazione fisica dell'eroe "hardcore" degli anni '50, con la sua figura snella, i capelli biondi e il collo rasato. Il disegno è realistico, con una linea classica.
Questa è davvero la serie in cui Bourlès ha investito di più, ha prodotto, anche nei supplementi Vaillant, quasi 529 tavole.

### Storie varie
- In 34 Camera, mensile francese di fumetti, uno dei primi “Piccoli formati” pubblicati in Francia. La prima pubblicazione fu fatta dalle edizioni Vaillant nell'aprile del 1949. Ha realizzato 38 tavole.
- In Vaillante, periodico per ragazze apparso dal 1946 al 1949.
- Su L'Astucieux, settimanale a fumetti francese pubblicato dal maggio 1947 al dicembre 1948 da Cino Del Duca (con i nomi "Les Publicationsperiodiques modernes" poi "Universal Publishing Company"). Ha realizzato 43 tavole.
- For Honor, The Elusive in Tarzan, titolo ripreso nel dopoguerra dalle edizioni mondiali del Cino del Duca e apparso dal 1946 al 1953. La serie inizia a Tarzan nel 1951, Bourlès produce 64 lastre. Quindi la serie riprende in Urrà con un totale di 484 tavole.

### Storie complete e adattamenti di film a fumetti inHurrayeL'Intrépide
- In Hurrah: adattamento di Quando la batteria si fermerà (Apache Drums nella versione originale), western americano diretto da Hugo Fregonese nel 1951. Oppure Il vecchio e il mare (Le Vieil Homme et la Mer nella versione originale), film americano diretto da John Sturges, uscito nel 1958, e a sua volta adattato dal romanzo di Ernest Hemingway (1952).
- In L'Intrépide: adattamento de L'Aigle des mers (The Sea Hawk nella versione originale) film pirata americano diretto da Michael Curtiz, uscito nel 1940.

### Storie sentimentali inLa Vie en Fleurs
Dal 1952 al 1956: The Walker in the Moonlight (da Maud Fleurange), The Faceless Visitor (da Jean Miroir), The Shepherd of Guadalupe (da Zane Gray), The Twilight Witch (da Jean Mirror)

### Storie di viaggio aMireille
Dal 1960 al 1963. Questo settimanale è destinato a un pubblico giovanile femminile. Fu lanciato da Marijac nell'aprile del 1953. Bourlès ha prodotto 368 tavole lì.

### Collaborazioni
Ai giornali Ima, Tintin (Il disco ardente), Intimità e Lisette.

### Strisce con testi sotto le immagini perParis JournalpoiParis Jour
Dal 1958 al 1971: il Lys nella valle, il mondo perduto, l'uomo che uccise, Mademoiselle Molière, Lady Hamilton, Goya, tra gli altri.

### Ristampe
Mousqueton sul periodico En Garde! dove ha prodotto 2 numeri , Riccardo l'amato a Rocambole poi inserito in En Garde!, a Whipi ! e infine in Apaches. Anche I misteri di Londra (da Paul Féval) in Pirates.

### Illustrazioni didattiche
Dal 1961 al 1987 per le varie tasche delle edizioni Aventures e Voyages.

### Il Felino di Miremont
Pubblicato da Haga nel 1986. La sceneggiatura era di Jean Paul Tibéri, che era anche il fondatore della fanzine Haga.

### Pubblicità e moda
Nel 1928 lavora per la tipografia Kossuth, per la quale realizza campagne pubblicitarie e personaggi della moda.
Stabilitosi un po' più tardi da solo, ha lavorato ai cataloghi per i grandi magazzini: Le Printemps, Galerie Lafayette, Le Bon Marché, e alle edizioni moda Darroux e Napolitano.

### Pittura
Bourlès dedicò la fine della sua vita alla pittura espressionista di ispirazione bretone, dove ripercorse scene di vita quotidiana e paesaggi della Bretagna.
Partecipò anche ad alcune rare mostre, tra cui la principale nel luglio 1956, alla Maison de la Bretagne di Parigi sotto la presidenza del Sig. Jean Marin, Amministratore Delegato di Agence France Presse. 

## Tibuti
- Durante la sua vita, ha partecipato a diversi festival di fumetti rendendolo omaggio. Lì incontra i suoi ex lettori.
- Bourlès è un album che rievoca la sua carriera prodotto da Jean Claude Tibéri. Pubblicato nel 2011, nella collezione Découvertes di Éditions du Taupinambour.
- Suo nipote Philippe Hourdry, sua figlia Rozenn e suo marito Jacques hanno creato un sito web nel 2004 per pubblicizzare il suo lavoro.

## Pubblicazioni su periodici
- Gli avventurieri di oggi, tra il 1943 e il 1945.
- The Deadly Sting, storia completa in Gli avventurieri di oggi, 1948.
- La salamandra d'oro, storia completa in Gli avventurieri di oggi, 1949.
- For Honor: The Elusive, serie in Tarzan[7], 1950-1952.
- The Elusive, serie a Tarzan, 1953.
- La serie Elusive (continuazione) in Evviva, 1957.
- Nella terra dei diamanti, storia completa in Evviva, 1957.
- Il vecchio e il mare, film narrato in Evviva, 1959
- I colpi di spada di Monsieur de La Guerche in L'Astucieux, 1947.
- L'aquila di mare (dal film Warner Bros. adattato da R. Prado), in L'Intrépide, 1949.
- La ricerca disperata, sceneggiatura di R. Prado, in L'Intrépide, 1949.
- For Honor: The Elusive, in The Intrepid, 1952.
- La rush des bolides, storia completa in L'Intrépide, 1956.
- La collana del vello d'oro, storia completa in L'Intrépide, 1958.
- La macchina infernale, racconto completo in L'Intrépide, 1960.
- Il visitatore senza volto, romanzo tratto da La Vie en fleur, 1952
- La promenade au clair de lune, romanzo tratto da La Vie en fleur, 1956.
- Alla ricerca della città perduta, serie in Mireille, 1960
- The Beaver River, serie a Mireille, 1962
- Pénélope era in viaggio, serie in Mireille, 1963
- Bob L'Ardent sarà il campione? in Le avventure di Bob l'ardente, Gang Collection, 1946.
- Bob L'Ardent contro i Texas Raiders, in Le avventure di Bob the Ardent, Gang Collection, 1946
- Bob L'Ardent pilota lo Z.1-4, in The Adventures of Bob the Ardent, Collection Gang, 1946.
- Disco di fuoco, l'enigma dei dischi volanti, storia che continuerà in Tintin, 1950.
- The Emerald Thieves (da E de Keyser), in Junior, 1946.
- Bigh, Bagh e Bigh o il piccolo protetto dalle grandi scimmie, in Fillette -special ''in vacanza '', 1948.
- Battle in the Mine, serie in Vaillant, 1946.
- Il segreto di Krishna, serie in Vaillant, 1947.
- Bob Mallard: Fighter Pilot, serie in Vaillant, 1947
- Bob Mallard: Contro il cerchio di giada, serie in Vaillant, 1948
- Bob Mallard: The Pacific Spy, serie in Vaillant, 1949
- Bob Mallard: Contro il drago nero, serie in Vaillant, 1950
- Bob Mallard: Non possiamo fermare i "tifoni", serie in Vaillant, 1952
- Bob Mallard: Wild Ducks, serie in Vaillant, 19454
- Bob Mallard: The Unexpected Rescue, in 34 Camera, 1949
- Bob Mallard: Sfortuna Bob Mallard, in 34 Camera, 1950
- Bob Mallard: Una notte a San Paolo, in 34 Camera, 1950
- Solweij, piccolo fiore di neve, a Vaillante, 1947.
- The Pacific Wanderer, storia da seguire in Il mio diario, 1946.
- L'affronto crudele, in Ardan, 1953
- La principessa braccata, ad Ardan, 1954
- Fallimento alla Kriegsmarine, in Hardi les Gars, 1946.
- Al servizio della Regia Marina, a Hardi les Gars, 1946.
- Le avventure di Jean Marie le Mousse: Tracciato sui mari, alle Sélections Prouesses, Marcel Daubin, 1944.
- Le avventure di Jean Marie le Mousse: Lo squalo bianco, alle Sélections Prouesses, Marcel Daubin, 1946.
- Victor Hugo, in Lisette, 1959.
- Molière, in Lisette, 1959.
- Yves de Vérité, in Ololê, Herry Caouissin, 1970,
- Brizeux il cantore della Bretagna credente, in Ololê, Herry Caouissin, 1970
- Moschettone, in In guardia!, 1963.
- Riccardo l'amato, a Rocambole, 1964.
- I misteri di Londra, dopo Paul Féval, in Pirates, 1969.
- L'aquila dei mari, album. Ed, Mondi.
- Le felon de Miremont, album n.59/60, Haga, 1986